# Ljaskovo (Kardzjali)
Ljaskovo (Bulgaars: Лясково) is een dorp in Bulgarije. Zij is gelegen in de gemeente Tsjernootsjene in de oblast  Kardzjali. Het dorp ligt 191 km ten zuidoosten van de hoofdstad Sofia.

## Bevolking
Op 31 december 2019 telde het dorp Ljaskovo 575 inwoners, een daling vergeleken met het maximum van 793 personen in 1985. Desalniettemin is Ljaskovo een van de grotere dorpen in de regio Tsjernootsjene. De inwoners zijn nagenoeg uitsluitend Bulgaarse Turken (99,2%).
Van de 657 inwoners die in februari 2011 werden geregistreerd, waren er 88 jonger dan 15 jaar oud (13%), terwijl er 106 inwoners van 65 jaar of ouder werden geteld (16%).